# Securidaca myrtifolia
Securidaca myrtifolia är en jungfrulinsväxtart som beskrevs av Chod.. Securidaca myrtifolia ingår i släktet Securidaca och familjen jungfrulinsväxter. Inga underarter finns listade i Catalogue of Life.